# Калараші

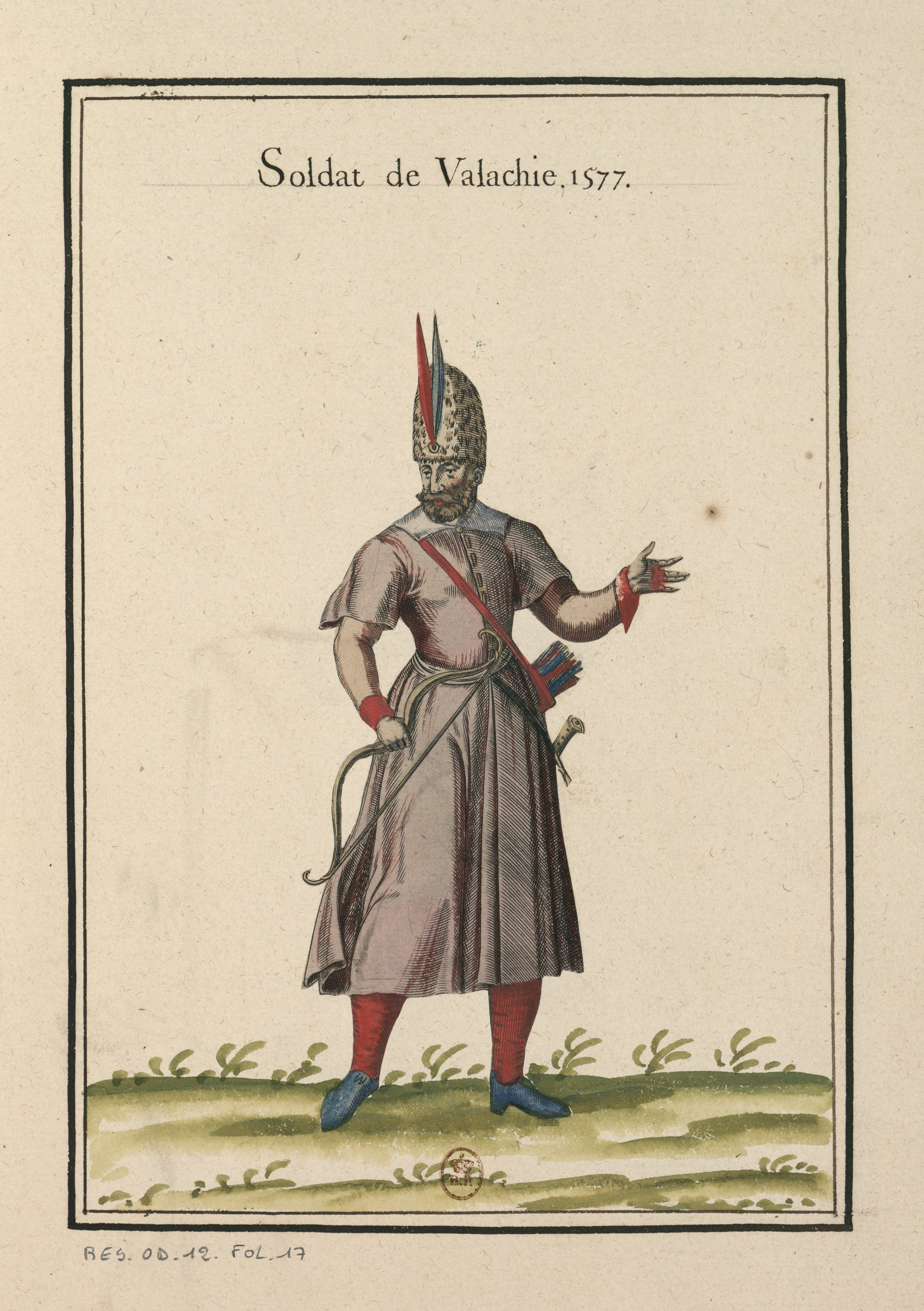
Спішений волоський легкий кіннотник, 1577 рік.

Калараші (рум. Călăraşi) — тип молдовської, волоської та румунської легкої кінноти, що існував принаймні з кінця XV століття. Станом на кінець XVI століття калараші озброювалися списами, сагайдаками, легкими аркебузами та шаблями. Загалом, спорядження та зовнішній вигляд волоської кінноти були подібні до угорців та росіян. Вони носили довгі, заокругленні бороди, високі хутряні шапки та довгі каптани різноманітного покрою, обладунками не користувались. Зовнішній вигляд волоської кінноти того часу відомий нам завдяки гравюрам фламандського художника Абрагама де Брейна, які той зробив у проміжку між 1575 та 1581 роками.
Приблизно десь після 1595 армії Волощини та Молдавії майже повністю складались із кінноти, більша частина якої була каларашами; спорядження та навички кінної їзди останніх були подібні до османських. З того ж часу волоські кіннотники часто служили найманцями як в Османській імперії, так і в Польщі, Угорщині чи Росії. Вони були організовані у сотні, озброювалися списами, шаблями та сагайдаками, задля захисту могли використовувати кольчуги та легкі круглі щити. Деякий час Польща тримала в Україні 20 сотень волоської кінноти, основним мотивом їх знамен було зображення голови бика. Особливістю вояків волоської кінноти, було те, що вони навчали своїх коней окрім ристі та галопу, ще й іноході.
В XIX столітті калараші були кіннотою територіальної армії, що формувались з числа добровольців, які самі забезпечували себе кіньми та утримували їх за свій рахунок. На 1876 в Румунії було 8 полків каларашів по 4 ескадрони в кожному. У XX столітті каларашами традиційно називали частину кавалерійських полків румунської армії (інша частина мала назву рошіорів (рум. roșiori), окрім назви вони один від одного не відрізнялись). На початку Другої світової війни було 7 полків каларашів, які формували корпусні та дивізійні розвідувальні ескадрони, та й ще 6 бригад, що мали по одному артилерійському та три кавалерійських полки в кожній.